# 丁文方
丁文方（1932年—2011年4月3日），男，回族，山东济阳人，中华人民共和国伊斯兰教人物、政治人物，中国共产党党员，曾任中国伊斯兰教协会副会长、山东省伊斯兰教协会会长，济南大学首任校长，第十一届全国政协委员。

## 生平
2008年，当选第十一届全国政协委员，代表宗教界，分入第五十一组。并担任民族和宗教委员会专委。